# Liste der Monuments historiques in Mazirot
Die Liste der Monuments historiques in Mazirot führt die Monuments historiques in der französischen Gemeinde Mazirot auf.

## Liste der Immobilien
| Bezeichnung | Beschreibung           | Standort               | Kennzeichnung | Schutzstatus | Datum | Bild           |
| ----------- | ---------------------- | ---------------------- | ------------- | ------------ | ----- | -------------- |
| Wegekreuz   | Stein, 15. Jahrhundert | Rue du Calvaire (Lage) | PA00107200    | Classé       | 1908  | weitere Bilder |

## Liste der Objekte
| Bezeichnung                             | Beschreibung          | Standort                                 | Kennzeichnung | Schutzstatus | Datum | Bild |
| --------------------------------------- | --------------------- | ---------------------------------------- | ------------- | ------------ | ----- | ---- |
| Grabstein für Jean de Barbay            | Stein, 1582           | in der Kirche St-Pierre-aux-Liens (Lage) | PM88000548    | Classé       | 1912  |      |
| Epitaph für Guy und Gillette de Mazeroy | Stein, 1519           | in der Kirche St-Pierre-aux-Liens (Lage) | PM88000547    | Classé       | 1912  |      |
| Glocke                                  | Bronze, 1755 gegossen | in der Kirche St-Pierre-aux-Liens (Lage) | PM88000549    | Classé       | 1921  |      |